# Crenidium
Crenidium je biljni rod iz porodice pomoćnica smješten u tribus Anthocercideae. Jedina vrsta je C. spinescens,  endemski grm iz Zapadne Australije .
Ime vrste spinescens, na latinskom znači “postati bodljikav”. Rod je opisan u Telopea 2: 179. 1981.

## Opis
Razgranati grm, naraste do 1,7 m. 